# Urs Graf der Jüngere
Urs Graf der Jüngere (* 1512 in Basel; † vor dem 8. Februar 1559 in der Romagna) war ein Schweizer Goldschmied.

## Leben
Urs Graf der Jüngere war der Sohn von Urs Graf dem Älteren und Sybilla von Brunn. Er lernte bei seinem Vater das Goldschmiedehandwerk. 1530 verlangte sein Stiefvater Thoman Wels vom Rat der Stadt Solothurn die Herausgabe von Grafs elterlichem Vermögen sowie das Goldschmiedewerkzeug des Grossvaters Hug Graf. 1536 musste Graf vor dem Rat seine Ansprüche auf das Gut seiner Großmutter mütterlicherseits verteidigen gegen Urban von Brunn und die Erben des Junkers Morand von Brunn. Aufgrund seines Lebenswandels stand er sein Leben lang unter Bevormundung. Ab 1544 war der Goldschmied Johann Rudolf Faesch (1510–1564) sein Vogt. 1553 zog Graf nach Solothurn. Er starb als Reisläufer.
Urs Graf der Jüngere wirkte als Goldschmied in Basel. Der Kunsthistoriker Paul Ganz ordnete ihm mit einiger Sicherheit einen Scheibenriss auf olivgrün-grundiertem Papier aus der Basler Kunstsammlung zu, „der für des älteren Urs Hand zu schwächlich erscheint“. Die Zeichnung ist auf 1529 datiert und mit dem verschlungenen Monogramm „U. G.“ versehen.